# كارلوتا فيراري
كارلوتا فيراري (بالإيطالية: Carlotta Ferrari)‏ (27 يناير 1830، لودي في إيطاليا - 22 نوفمبر 1907، بولونيا في إيطاليا)؛ ملحنة، كاتِبة وشاعرة .

## روابط خارجية
- كارلوتا فيراري على موقع ميوزك برينز (الإنجليزية)